# Parajaya
Parajaya (auch: Parajalla) ist eine Ortschaft im Departamento Oruro im Hochland des südamerikanischen Andenstaates Bolivien.

## Lage im Nahraum
Parajaya ist zentraler Ort des Kanton Parajaya im Municipio Sabaya in der Provinz Sabaya und liegt direkt an der Grenze zur Región de Tarapacá (Chile). Parajaya liegt an der Mündung des Río Lliscaya in den Río Todos Santos, den Oberlauf des Río Sabaya, der 113 Kilometer flussabwärts in den Salzsee Salar de Coipasa mündet. Parajaya wird im Umkreis von zwanzig Kilometern eingerahmt von den Gipfeln des Cerro Pumiri (5484 m) und des Isluga (5516 m) auf chilenischer Seite und des Cerro Curumaya (5484 m) und des Cabaraya (5689 m) auf bolivianischer Seite.

## Geographie
Parajaya liegt am westlichen Rand des bolivianischen Altiplano an den Osthängen der Anden-Gebirgskette der Cordillera Occidental. Die Region weist ein ausgeprägtes Tageszeitenklima auf, bei dem die Durchschnittswerte der Temperaturen im Tagesverlauf stärker schwanken als im Ablauf der Jahreszeiten.
Die mittlere Durchschnittstemperatur der Region liegt bei etwa 5 °C  (siehe Klimadiagramm Tambo Quemado), die Monatswerte schwanken nur unwesentlich zwischen 1 °C im Juni/Juli und gut 6 °C von November bis März. Der durchschnittliche Jahresniederschlag beträgt nur etwa 200 mm, die monatlichen Niederschläge liegen unter 10 mm von April bis Oktober und erreichen ihr Maximum in den Monaten Dezember bis März.

## Verkehrsnetz
Parajaya liegt in einer Entfernung von 251 Straßenkilometern südwestlich von Oruro, der Hauptstadt des gleichnamigen Departamentos.
Von Oruro aus führt die weitgehend unbefestigte Nationalstraße Ruta 12 über 189 Kilometer in südwestlicher Richtung über Ancaravi und Huachacalla bis Sabaya und weiter nach Pisiga an der chilenischen Grenze. In Sabaya zweigt eine unbefestigte Landstraße nach Westen ab und führt weitere 52 Kilometer entlang des Río Sabaya über La Rivera und Todos Santos nach Parajaya.

## Bevölkerung
Die Einwohnerzahl der Ortschaft war in den vergangenen beiden Jahrzehnten deutlichen Schwankungen unterworfen:
| Jahr | Einwohner | Quelle       |
| ---- | --------- | ------------ |
| 1992 | 15        | Volkszählung |
| 2001 | 53        | Volkszählung |
| 2012 | 25        | Volkszählung |
| 2024 |           | Volkszählung |

Die Region weist einen hohen Anteil an Aymara-Bevölkerung auf, im Municipio Sabaya sprechen 62,9 Prozent der Bevölkerung Aymara.